# Ramaricium
Ramaricium J. Erikss. (koralowniczek) – rodzaj grzybów z rodziny siatkoblaszkowatych (Gomphaceae). W Polsce występuje jeden gatunek.

## Charakterystyka
Grzyby kortycjoidalne o owocniku rozpostartym, rozproszonym, w stanie świeżym woskowatym, po wyschnięciu kruchym. Hymenofor gładki, brzeg strzępiasty. System strzępkowy monomityczny, strzępki ze sprzążkami, często z ampułkowatymi przegrodami, cienkościenne lub grubościenne, gładkie lub inkrustowane. Brak cystyd, ale są słabo zróżnicowane dendrohyfidy. Podstawki typowe lub boczne (pleurobazydium), maczugowate, mniej lub bardziej kręte, z 4 sterygmami i sprzążką bazalną. Obok typowych podstawek powstających na końcu strzępek są pleurobazydia. Bazydiospory kuliste, elipsoidalne lub cylindryczne, gładkie lub zdobione, cienkościenne lub grubościenne, nieamyloidalne, cyjanofilne.
Ramaricium charakteryzuje się przede wszystkim dendrohyfidami, cyjanofilnością i zwykle brodawkowatymi bazydiosporami. Prawdopodobnie pochodzi od form klawarioidalnych.

## Systematyka i nazewnictwo
Pozycja w klasyfikacji według Index Fungorum: Gomphaceae, Gomphales, Phallomycetidae, Agaricomycetes, Agaricomycotina, Basidiomycota, Fungi.
Polską nazwę zaproponował Władysław Wojewoda w 2003 r.
Gatunki:
- Ramaricium alboflavescens (Ellis & Everh.) Ginns 1979
- Ramaricium albo-ochraceum (Bres.) Jülich 1977 – koralowniczek białoochrowy
- Ramaricium flavomarginatum (Burt) Ginns 1979
- Ramaricium occultum J. Erikss. 1954

Nazwy naukowe na podstawie Index Fungorum. Nazwy polskie według Władysława Wojewody.